# Руденский сельсовет
Ру́денский сельсовет — административно-территориальная единица в составе Пуховичского района Минской области Республики Беларусь. Административный центр — городской посёлок Руденск.

## История
Руденский сельский Совет был образован 20 августа 1924 года в составе Смиловичского района; 27 сентября 1938 года сельсовет реорганизован в поселковый Совет.
28 мая 2013 года поселковый Совет реорганизован в сельсовет.
Названия:
- с 27.9.1938 — Руденский поселковый Совет депутатов трудящихся
- с 7.10.1977 — Руденский поселковый Совет народных депутатов
- с 15.3.1994 — Руденский поселковый Совет депутатов[2].
- с 28.5.2013 — Руденский сельский Совет депутатов[1].

Административная подчинённость:
- с 20.8.1924 — в Смиловичском районе
- с 8.7.1931 — в Пуховичском районе
- с 12.2.1935 — в Руденском районе
- с 20.1.1960 — в Пуховичском районе[2].

26 августа 2023 года в состав Руденского сельсовета включена территория городского посёлка Руденск.

## Состав
Руденский сельсовет включает 15 населённых пунктов:
- Анетово — деревня.
- Берёзовка — деревня.
- Бор — деревня.
- Варшавка — деревня.
- Васильки — деревня.
- Вороничи — деревня.
- Долгий — деревня.
- Криница — деревня.
- Островы — деревня.
- Остров[бел.] — деревня.
- Рог — деревня.
- Руденск — городской посёлок.
- Руденск-2 — деревня.
- Русаковичи — деревня.
- Цитва — деревня.

## Достопримечательность
- Братская могила в д. Варшавка. Историко-культурная ценность